# Alouette 2
O Alouette 2 foi um satélite de investigação ionosférica canadense, lançado em 1965.

## História

### Lançamento do satélite e progresso da missão
O Alouette 2 foi lançado às 4:48 UTC de 29 de novembro de 1965 por um foguete Thor-Agena junto com o satélite Explorer 31 a partir da Base da Força Aérea de Vandenberg, na Califórnia. O Alouette 2 dedicou ao estudo da ionosfera, uma área da atmosfera superior onde orbitariam futuros satélites. A missão do Alouette 2 durou dez anos antes de ser desligado e permanece em órbita.
O satélite era estabilizado por rotação, a cerca de 2,25 rotações por minuto após a extensão das antenas. O problema de estabilização que afetou o Alouette 1 foi resolvido no Alouette 2 colocando umas placas no final da antena maior.
O Alouette 2 não tinha meios de inspeção a bordo, por isso, os dados só estavam disponíveis quando passava perto de uma estação de telemetria, que estavam localizadas principalmente perto do meridiano de 80 graus oeste em locais perto do Havaí, Singapura, Austrália, Reino Unido, Índia, Noruega e África central. No início da missão eram registrados dados umas oito horas por dia.
As operações com a nave foram finalizados em julho de 1975. O satélite foi reativado com sucesso em 28 e 29 de novembro de 1975 para obter dados em seu décimo aniversário. No final dos anos 1990 foi realizado um esforço de restauração dos dados armazenados da missão, conseguindo recuperar a maior parte dos dados de alta resolução.

## Instrumentos
O Alouette 2 levava um sondador ionosféricas, um receptor VLF, um detector de partículas, uma experiência de ruído cósmico e uma sonda eletrostática. Do corpo do satélite sobressiam duas antenas dipolo de 73 e 22,8 metros, compartilhadas por três dos experimentos.